# Dybów (Kutno)
Dybów – część miasta Kutna, położona na lewym brzegu Ochni i jednocześnie nad jej dopływem: Głogowianką. Dybów na charakter dzielnicy wyłącznie zabudowy jednorodzinnej a w niektórych przypadkach willowej. Dzielnica jest najbardziej na północny zachód wysuniętą częścią miasta i jest odizolowana do reszty Kutna. W dzielnicy znajduje się kościół pw. MB Wspomożenia Wiernych.

## Historia
Dawniej samodzielna miejscowość (wieś). Od 1867 w gminie Kutno. W okresie międzywojennym należał do powiatu kutnowskiego w woj. warszawskim. 20 października 1933 utworzono gromadę Walentynów w granicach gminy Kutno, składającą się ze wsi Walentynów i Dybów.  1 kwietnia 1939 wraz z całym powiatem kutnowskim przeniesiony do woj. łódzkiego. Podczas II wojny światowej włączony do III Rzeszy.
Po wojnie  Dybów powrócił do powiatu kutnowskiego w województwie łódzkim, nadal jako składowa gromady Walentynów, jednej z 22 gromad gminy Kutno. W związku z reorganizacją administracji wiejskiej jesienią 1954, Dybów wszedł w skład nowej gromady Gołębiewek Nowy, a po jej zniesieniu 31 grudnia 1961 – do gromady Kutno, którą równocześnie przemianowano na Kutno-Zachód. W 1971 roku liczył 62 mieszkańców.
Od 1 stycznia 1973 w gminie Kutno jako część sołectwa Florek. W latach 1975–1976 miejscowość należała administracyjnie do województwa płockiego.
2 lipca 1976 Dybów włączono do Kutna.